# Hoku
Hōkū Christian Ho (* 10. Juni 1981) bekannt als Hoku, ist eine US-amerikanische Sängerin, Songschreiberin und Schauspielerin. Sie ist die Tochter des hawaiianischen Entertainer Donald Tai Loy Ho. Ihre populärsten Singles sind Another Dumb Blonde, How Do I Feel und Perfect Day.

## Leben und Karriere
Hoku, deren Name im Hawaiischen „Stern“ bedeutet, wurde auf der Insel Oʻahu Hawaii als Tochter von Don Ho und mit seiner zweiten Frau Patricia Swallie Choy geboren. Aus dieser Ehe gehen noch zwei weitere Kinder hervor: Kea und Kaimana Grace. Zum Zeitpunkt ihrer Geburt war ihr Vater schon 50 Jahre alt und hatte bereits sechs Kinder aus der ersten Ehe mit Melvamay Kolokea Wong. Darunter Don Jr. und Dayna Ho Henry. Ihre Leidenschaft zur Musik bekam sie schon recht früh, da sie in der Show ihres Vaters auftrat.
Hoku ging an die La Pietra, eine Schule für Mädchen in Honolulu, später studierte sie Betriebswirtschaftslehre an der Point Loma Nazarene University in San Diego, Kalifornien, USA.
Die Debüt-Single Another Dumb Blonde ist auch der Soundtrack zum Film Schneefrei. Später war sie auf Nickelodeon zu sehen mit vielen anderen Stars, wie Britney Spears, *NSYNC, Sean Combs und Aaron Carter.
Im Jahr 2001 wurde ihr Song Perfect Day der Titelsong für den Kinofilm Natürlich blond.
Sie lebt heute in Orange County, Kalifornien, mit ihrem Ehemann Jeremy Clements.

## Diskografie
Studioalben:
- 2000: Hoku
- 2007: Listen Up (EP)

Singles:
- 2000: Another Dumb Blonde
- 2000: How Do I Feel
- 2001: Perfect Day